# Хорото, Георгий Константинович
Георгий Константинович Хорото — (1866 — 17 ноября 1906, Рязанская губерния) — рязанский полицмейстер. В документах российского государственного исторического архива Хорото упоминается как Гавриил — это имя увековечено на памятной доске в Рязани.

## Биография
Уроженец Малороссии, службу начал в Москве в должности околоточного надзирателя где он и прослужил около семи лет.
В 1903 году в чине губернского секретаря он был переведён на должность помощника пристава города Рязани, в том же году он успешно раскрыл громкое дело о фальшивомонетничестве, выразившемся в изготовлении и сбыте фальшивых золотых монет десятирублевого достоинства, а 30 мая 1905 года назначен приставом Московской части того же города.
В конце 1905 года получил назначение на должность зарайского уездного исправника, тогда же откомандирован к исполнению должности рязанского полицмейстера, 10 марта 1906 года Рязанское губернское правление своим постановлением назначило Хорото временно исполняющим должность полицмейстера, а утверждён в последней должности 2 мая 1906 года. Здесь он ярко проявил свои профессионализм. По утверждению современных исследователей, именно благодаря его активной деятельности в уезде удалось сдержать радикальные формы крестьянского движения. Работу на новом посту он начал с реформирования.
Так, штат городской полиции был усилен на 37 городовых, при этом жалованье городовых возросло на 20 рублей. Позаботился Георгий Константинович и о перевооружении полиции, и о мерах по усилению её конными казачьими нарядами. «Рязанский вестник» писал: «Чинами городской полиции получено от военного ведомства новое вооружение — шашки и револьверы. При Рязанском городском полицейском управлении учреждено дежурство взвода казаков и десяти полицейских. Нам передают, что штат городской полиции усилен пятью тайными агентами. В ночь на десятое марта произведено было несколько обысков. В Рязань прибыло полсотни казаков. Потом они будут прибывать довольно часто, и в конце концов в городе будет расквартирован штаб 21-го казачьего полка».
Всё это окупилось сторицей: за короткое время под руководством нового полицмейстера в Рязани оказались выявленными и обезвреженными не только уголовные шайки, но и сразу несколько антиправительственных подпольных организаций. И это было замечено на самом «верху»: Георгия Константиновича по ходатайству рязанского губернатора Левашова с формулировкой «За разумную самоотверженность и энергичную служебную деятельность» денежной премией в размере 300 рублей наградил министр внутренних дел.
Обладая редкими административными способностями, безупречной честностью и преданностью делу, он в 1905 году раскрыл несколько преступных организаций и задержал видных революционных деятелей. В декабре 1905 года в местной газете его лично поблагодарил губернатор Рязани, за энергичные и прекрасно обоснованные действия по обнаружению убийц Яренберга 22 ноября 1905 года в Рязани.
Однако все это же самое стало и поводом для вынесения революционно-террористическим подпольем смертного приговора бескомпромиссному полицмейстеру. В середине 1905 года в Рязань прибыла партия боевых организаторов революционеров.
По приговору Рязанского отделения партии социалистов-революционеров Хорото решено было убрать. Убийство было назначено на 5 декабря 1905 года. О том, что покушение на жизнь Георгия Хоротко уже готовится, первыми узнали агенты Московской «охранки». Произошло это 31 октября 1906 года, о чем они тут же проинформировали рязанских коллег, указав при этом адрес явки, где замышлявшие теракт эсеры-максималисты регулярно собирались. Явкой оказался читальный зал. Его тут же взяли под наблюдение филеры. Однако подпольщики, очевидно, почуяв слежку, с 15 ноября перестали здесь появляться. Жандармы немедленно произвели в читальном зале обыск, который позволил всего лишь обнаружить улики, свидетельствующие в пользу версии о готовящемся покушении, но не задержать потенциальных исполнителей. Но в ту самую ночь Хорото произвел неожиданный обыск в доме некоего Михайлова на Ливицкой улице, причем были захвачены главные организаторы, не успевшие оказать сопротивление. В доме была также обнаружена тайная революционная типография с напечатанным смертным приговором Хорото, а также набор революционного воззвания преступного кружка.
За раскрытие революционного кружка Хорото был назначен зарайским исправником. В день отъезда к нему на квартиру явился неизвестный человек под видом извозчика из Зарайска и предложил на тройке за не дорогую плату доставить его в Зарайск, на что Хорото и согласился но через час были получены сведения о вспыхнувших беспорядках на фабрике в Зарайске и Хорото экстренно, не дожидаясь в назначенный час извозчика выехал на присланных за ним лошадях Зарайского предводителя дворянства.
Впоследствии выяснилось, что в Зарайске такого извозчика нет. Таким образом Хорото удалось во второй раз избежать смерти.  
В 1906 г. около цирка Хорото был сильно ушиблен в грудь камнем неизвестным лицом. В газете  Русский инвалид 11 мая 1906 г. №105 публиковалась новость, что в Рязани вечером неизвестными лицами ушиблен камнем полицеймейстер Хорото, проходивший по бульвару около цирка. 
17 ноября того же года в час ночи, когда Хорото ехал на извозчике из театра в объезд по городу, следивший за ним и следовавший по пятам убийца на углу Соборной улицы на против гостиницы Лапина сзади в упор выстрелил в Хорото тремя пулями из браунинга. Убийца хотел скрыться, но был настигнут городовым Безковым и ранен выстрелом из револьвера, затем доставлен в больницу, где и скончался на второй день. 18 ноября 1906 года Рязанский губернатор телеграфировал министру внутренних дел: «Час тому назад, при разъезде театра тремя выстрелами браунинга убит рязанский полицмейстер Хорото. Злоумышленник ранен городовым и задержан. Убийца полицмейстера называет себя, очевидно, вымышленным именем Порвицкий, крестьянином Егорьевского уезда и говорил, что на него пал жребий исполнить приговор. Пример скорого и строгого суда необходим. Убедительно ходатайствую, на основании ст. 31 положения об охране, предать виновника военно-полевому суду».
В траурной газетной статье, посвященной погибшему полицмейстеру, губернатор особо отметил, что «покойный своей неутомимой энергией, самоотверженной деятельностью и знанием дела являлся всегда помехой для всех преступных замыслов революционных организаций. Со времени назначения Хорото на должность полицмейстера в г. Рязани было открыто несколько сообществ и еще за несколько дней до убийства им была обнаружена и ликвидирована одна преступная организация, каковое обстоятельство послужило, очевидно, последним толчком к ускорению приведения в исполнение преступного решения революционеров относительно Хорото».
Георгия Хорото с отданием последних почестей похоронили на Лазаревском кладбище в Москве. На его могильной плите благодарные современники начертали: «Здесь покоится жертва людской несправедливости». Над гробом с прощальными словами выступили местные сановники, включая губернатора. Здесь же были оглашены соболезнования, которые семье покойного прислал лично председатель Совета министров Петр Аркадьевич Столыпин. У Хорото остались жена и двое детей.
Покушение на Хорото считается самым громким в истории Рязани индивидуальным террористическим актом .

## Память
31 мая 2018 года по решению Рязанской городской думы, на здании возле которого был убит Г. К. Хорото (перекрёсток улиц Соборной и Ленина (Астраханской) г. Рязани) была торжественно открыта памятная доска с надписью «У этого дома 18 ноября 1906 г. в связи с исполнением своих служебных обязанностей по наведению общественного порядка в городе был убит рязанский полицмейстер Гавриил Константинович Хорото (1870—1906 г.г.)».
 Инициаторами увековечивания памяти выступили сотрудники рязанской полиции в рамках мероприятий, посвященных 300-летию российской полиции

## Интересные факты
Улица, на которой был убит Хорото, в советское время была переименована в улицу имени Каляева, поскольку якобы это он убил полицмейстера. Однако эта версия не соответствует действительности, потому что Каляев был казнен за год до убийства Хорото.